# スリーヤンキース
スリー・ヤンキースとは、1978年にジャニーズ事務所からデビューした女性アイドルトリオである。

## メンバー
- 橋本美砂子（愛称：ミチャ。1956年6月26日生まれ。ファースト担当） - リーダー。ニューヤンキースキャプテン。結成当時国立音楽大学音楽学部音楽教育学科4年生。解散後はジャニーズ事務所に残り、タレントとして『全日本女子プロレス中継』（フジテレビ）や『600 こちら情報部』（NHK総合テレビ）などに出演。その後、事務所スタッフとして5年ほど働き、結婚退職した[1]。
- 川崎志津子（愛称：アンパン。1961年8月18日生まれ。セカンド担当）
- 松尾貴子（愛称：ブヒ。1961年6月17日生まれ。キャッチャー担当）

## 来歴
1978年3月、フジテレビの女子野球番組『ニューヤンキース』の企画として、同名の女子野球チームが作られた。視聴者から選手を一般公募し、約2,500人の応募者の中から選ばれた35人（平均年齢18歳）を女子野球選手として鍛え、芸能人の野球チームと対戦させるという内容で、同年4月から放映が開始された。
ユニフォームや道具、遠征費の一部はジャニーズ事務所が負担した。
ニューヤンキースのコーチには、元女子プロ野球選手の近藤信子と中村桂子らが就任。
この番組企画は、当時人気だった女子プロレスの「ビューティ・ペア」の野球版を狙ったもので、テレビという新しいメディアを通じて「興行としてのプロ」を目指したものであった。プロデューサーは女子プロレス中継と同じ吉田斉。
選ばれた選手の中には、ヤクルトスワローズや西武ライオンズの監督を務めた広岡達朗の長女も居たが、チームが芸能活動を始めると、父である広岡の意向で退団となった。
当初は土曜日の19:30～20:54というゴールデンタイムに放映されたが、平均視聴率が10%に届かず、半年後の9月からは、放映時間がゴールデンから格下げとなった。
その後、メンバーから選抜した3人を「スリーヤンキース」としてジャニーズ事務所から歌手デビューさせたり、女子プロレスにならって悪役軍団（「ブラックイーグルス」）を登場させるなどのテコ入れを行ったが実らず、2年後には放映が終了。「ニューヤンキース」もしばらくして解散となった。
ジャニーズ事務所所属グループとしては数少ない女性タレントであった。

## 主な出演番組

### テレビ番組
- オールスター春の祭典スペシャル（フジテレビ、1978年4月3日。『土曜グランドスペシャル』名義でニューヤンキースメンバーとして出演）
- 土曜グランドスペシャル（フジテレビ、1978年4月 - 8月。なお『欽ドン!スペシャル』やプロ野球中継には出演せず）
  - 9月以降は『火曜ワイドスペシャル』や土・日の午後などで、『激突!女子野球』として出演。
- 夜のヒットスタジオ（フジテレビ。1978年8月28日。「ザ・ベースボール」を披露。冒頭の「メドレー」では、「ザ・ベースボール」を歌った原田真二からマイクを手渡され、次のさとう宗幸の「青葉城恋唄」を歌った[3]）
- クイズ・ドレミファドン!（フジテレビ、1978年8月13日。夏の特別企画の一つ「オールスター番組対抗戦」に、『土曜グランドスペシャル』名義でニューヤンキースメンバーとして出演）
- 君こそスターだ!（フジテレビ、1978年8月20日。「ザ・ベースボール」を披露）
- ラブラブショー（フジテレビ、1978年9月3日。橋本が出演。橋本の相手役はニューヤンキース試合などの司会を務めたおりも政夫[4]）

なお橋本は、解散後も先述の『女子プロレス』と『こちら情報部』をはじめ、『3時のおじゃまクイズ』（東京12チャンネル）の初代アシスタントなどで出演、またニューヤンキース時代の1979年と解散後の1980年には『新春オールスター大運動会』（TBS）にも出場（キャニオンチームで）、「走り高跳び」では同大会の女性記録となる「1ｍ45」をマークした。
この他1979年7月21日公開の東映映画『わが青春のイレブン』（監督：降旗康男 / 主演：永島敏行）にも、ウエイトレス役で出演した。

### 雑誌
- 月刊ウィークエンドスーパー　1978年11月号　セルフ出版（後の白夜書房） カラーグラビア4ページ

## 出演CM
- ロート製薬「パンシロンG」

当時同製品のCMに出演していた佐々木信也と、ニューヤンキースメンバーとして共演。

## ディスコグラフィ

### シングル
- 「ザ・ベースボール」（1978年7月25日、キャニオン・レコード、C-108）

作詞：林春生、作曲：佐瀬寿一、編曲：エジソン。C/W（B面）収録曲は「ラッキーチャンス」（作詞：林春生、作曲・編曲：あかのたちお）。
『土曜グランドスペシャル』の後期OPテーマ（前期はニューヤンキース全員による別曲）として使用したが、ニューヤンキースが出演しない『欽ドン!SP』とプロ野球中継には使用せず。その一方、『火曜ワイドスペシャル』などの別枠でニューヤンキース番組を放送した際には、OPテーマとして使用した。
ステージ衣装はニューヤンキースの実戦用ユニフォーム（ニューヤンキースには練習用のセカンドユニフォームも存在）をモチーフにしており、胸には筆記体で「3Yankees」と書かれ、野球用のストッキングは履かず、脚むき出し状態だった。なお『土曜グランドスペシャル』冒頭で歌った時は、実戦用ユニフォーム姿で歌った。